# 威爾頓 (阿肯色州)
威爾頓（英語：Wilton）是一個位於美國阿肯色州利特爾里弗縣的城鎮。

## 地理
威爾頓的座標為33°44′20″N 94°08′52″W / 33.73889°N 94.14778°W，而該地的平均海拔高度為97米（即318英尺）。

## 人口
根據2020年美國人口普查的數據，威爾頓的面積為3.31平方千米，皆為陸地。當地共有人口287人，而人口密度為每平方千米86人。